# Miguel Esparell
Miguel Esparell, né le 18 septembre 1957 à Malaga (Espagne), est un joueur de football espagnol qui évolue au poste d'attaquant au Club sportif de Thonon pendant la majeure partie de sa carrière.

## Biographie
À 19 ans il est en France et évolue au Club sportif de Thonon où les jeunes sont alors formés par l'ancien joueur Maurice Lakière. L'année suivante, en 1978, il fait partie de l'effectif qui est champion de la division d'Honneur du Lyonnais, sous les ordres de l'entraîneur Jean-Pierre Carayon. Dès la première saison du club savoyard en troisième division, Miguel Esparell est un acteur de sa promotion instantanée à l'échelon supérieur, en finissant deuxième du groupe Sud derrière la réserve de l'AS Monaco qui ne peut pas monter. Avec 8 buts pour 27 matchs joués, il est par exemple buteur lors du match de la montée face à l'AS Muret, victoire 2-0 le 12 mai 1979. L'équipe fait également un beau parcours en Coupe de France 1978-1979 ne tombant qu'en 16e de finale face au futur vainqueur le FC Nantes. Esparell est buteur lors du match aller à domicile au stade Joseph-Moynat, mais l'équipe s'incline au match retour et est éliminée.
Esparell va ainsi connaître la deuxième division avec Thonon et, s'il est moins utilisé que lorsque l'équipe évoluait dans les divisions inférieures, il reste une pièce importante de l'effectif savoyard (36 matchs et 5 buts en deux saisons).
En 1981 il s'engage aux Sports réunis déodatiens, autre club de la deuxième division française. Cependant, il arrive au club lorsque celui-ci s'engage dans une chute qui va l'entraîner de D2 jusqu'à la division d'Honneur en moins de dix ans puisqu'il est relégué en D3 dès la fin de saison 1982. Après deux ans dans les Vosges (dont une en troisième division), Esprell revient au CST pour une saison, jouant surtout avec l'équipe réserve et deux matchs avec l'équipe une.

## Palmarès
- Champion de division d'Honneur du Lyonnais en 1978 avec le CS Thonon
- Deuxième du groupe Sud de troisième division en 1979 avec le CS Thonon